# Epicarsa corniculata
Epicarsa corniculata är en insektsart som beskrevs av Crawford 1911. Epicarsa corniculata ingår i släktet Epicarsa och familjen Carsidaridae. Inga underarter finns listade i Catalogue of Life.